# Francisco Fernandes
Pas d'image ? Cliquez ici

a Compétitions nationales et continentales officielles uniquement.

b Matchs officiels uniquement.
Dernière mise à jour le 22 juillet 2024.
Francisco Fernandes, né le 6 septembre 1985, est un joueur de rugby à XV franco-portugais, évoluant au poste de pilier. 

## Biographie
Francisco Fernandes débute le rugby à l'AS Soustons, avant de rejoindre l'US Tyrosse. C'est avec Tyrosse qu'il débute en sénior en 2006, à l'occasion de deux matchs de Pro D2. Il s'installe vraiment dans l'équipe première lors de la saison 2007-2008, en Fédérale 1. Ses performances lui permettent d'intégrer la sélection portugaise en 2010.
Après une demi-finale de Fédérale 1 perdue contre l'AS Béziers en 2011, Francisco Fernandes décide de quitter Tyrosse ... pour Béziers. Il y signe ainsi un contrat professionnel pour évoluer en Pro D2. Dès sa première année, il obtient un gros temps de jeu, disputant pas moins de 30 matchs de Pro D2. 
En sélection, il reste un cadre de l'équipe jusqu'en 2015. Mais après cela, il n'apparaît plus qu'épisodiquement. Il joue un match de barrage en 2018 contre l'Allemagne, mais ne revient régulièrement dans le groupe portugais qu'à partir de 2020. 
En club, il continue d'obtenir un gros temps de jeu. Ainsi en 2019, il joue son 200e match avec Béziers.
Il obtient sa 50e cape sous le maillot du Portugal le 13 juillet 2024, à l'occasion du match disputé contre la Namibie dans le cadre de la tournée d'été.

## Statistiques

### En club
| 2005-2006 | US Tyrosse | 2   | 0  |
| 2006-2007 | US Tyrosse | 13  | 0  |
| 2007-2008 | US Tyrosse | 18  | 0  |
| 2008-2009 | US Tyrosse | 17  | 0  |
| 2009-2010 | US Tyrosse | 21  | 5  |
| 2010-2011 | US Tyrosse | 24  | 20 |
| 2011-2012 | AS Béziers | 30  | 5  |
| 2012-2013 | AS Béziers | 24  | 0  |
| 2013-2014 | AS Béziers | 28  | 0  |
| 2014-2015 | AS Béziers | 26  | 10 |
| 2015-2016 | AS Béziers | 19  | 0  |
| 2016-2017 | AS Béziers | 20  | 5  |
| 2017-2018 | AS Béziers | 27  | 0  |
| 2018-2019 | AS Béziers | 25  | 5  |
| 2019-2020 | AS Béziers | 17  | 5  |
| 2020-2021 | AS Béziers | 25  | 0  |
| 2005-2021 | Total      | 336 | 55 |

### En sélection
| Année | Compétition                              | Matchs | Points | Essais | Transf. | Drops | Pénal. |
| ----- | ---------------------------------------- | ------ | ------ | ------ | ------- | ----- | ------ |
| 2010  | ENC 1A 2008-2010                         | 5      | 5      | 1      | -       | -     | -      |
| 2010  | Test                                     | 2      | -      | -      | -       | -     | -      |
| 2012  | ENC 1A 2010-2012                         | 1      | -      | -      | -       | -     | -      |
| 2012  | Test                                     | 2      | -      | -      | -       | -     | -      |
| 2013  | ENC 1A 2012-2014                         | 3      | -      | -      | -       | -     | -      |
| 2014  | ENC 1A 2012-2014                         | 1      | -      | -      | -       | -     | -      |
| 2015  | ENC 1A 2014-2016                         | 4      | -      | -      | -       | -     | -      |
| 2015  | Coupe des Nations de Hong Kong 2015 (en) | 3      | -      | -      | -       | -     | -      |
| 2018  | REC                                      | 1      | -      | -      | -       | -     | -      |
| 2020  | REC                                      | 3      | -      | -      | -       | -     | -      |
| 2021  | REC 2020                                 | 1      | -      | -      | -       | -     | -      |
| 2021  | REC 2021                                 | 4      | 5      | 1      | -       | -     | -      |
| 2021  | Test                                     | 1      | -      | -      | -       | -     | -      |
| 2022  | REC                                      | 4      | -      | -      | -       | -     | -      |
| Total | Total                                    | 35     | 10     | 2      | -       | -     | -      |

| Essai | Adversaire | Lieu                                           | Compétition      | Date            | Résultat | Score |
| ----- | ---------- | ---------------------------------------------- | ---------------- | --------------- | -------- | ----- |
| 1     | Allemagne  | Kultur und Sportzentrum Martinsee, Heusenstamm | ENC 1A 2008-2010 | 27 février 2010 | Victoire | 0-69  |
| 1     | Espagne    | Centro de Alto Rendimento do Jamor, Oeiras     | REC 2021         | 27 mars 2021    | Victoire | 43-28 |